# Groupe I du Championnat d'Europe masculin de handball 2016
Cet article détaille les matchs du Groupe I du tour principal du Championnat d'Europe masculin de handball 2016, organisé en Pologne du 15 janvier au 31 janvier 2016. 
Les deux premières équipes, à savoir la Norvège et la Croatie se sont qualifiées pour les demi-finales.

## Classement final
|   | Équipe      | Pts | J | G | N | P | Bp  | Bc  | Diff | Dép |
| - | ----------- | --- | - | - | - | - | --- | --- | ---- | --- |
| 1 | Norvège     | 9   | 5 | 4 | 1 | 0 | 153 | 141 | 12   | 0   |
| 2 | Croatie     | 6   | 5 | 3 | 0 | 2 | 153 | 134 | 19   | +6  |
| 3 | France (T)  | 6   | 5 | 3 | 0 | 2 | 145 | 130 | 15   | +2  |
| 4 | Pologne     | 6   | 5 | 3 | 0 | 2 | 128 | 142 | -14  | -8  |
| 5 | Biélorussie | 2   | 5 | 1 | 0 | 4 | 128 | 151 | -23  | 0   |
| 6 | Macédoine   | 1   | 5 | 0 | 1 | 4 | 130 | 149 | -19  | 0   |

| 21 janvier 2016 18h15 | France    | 34 | 23 | Biélorussie |
| 21 janvier 2016 20h30 | Macédoine | 24 | 34 | Croatie     |
| 23 janvier 2016 18h15 | France    | 32 | 24 | Croatie     |
| 23 janvier 2016 20h30 | Pologne   | 28 | 30 | Norvège     |
| 25 janvier 2016 18h15 | Macédoine | 31 | 31 | Norvège     |
| 25 janvier 2016 20h30 | Pologne   | 32 | 27 | Biélorussie |
| 27 janvier 2016 16h00 | Macédoine | 29 | 30 | Biélorussie |
| 27 janvier 2016 18h15 | France    | 24 | 29 | Norvège     |
| 27 janvier 2016 20h30 | Pologne   | 23 | 37 | Croatie     |

## Détail des matchs
| 21 janvier 2016 18h15 | France         | 34-23   | Biélorussie  | Tauron Arena, Cracovie Affluence : 6 900 Arbitrage : Johansson, Kliko |
| 21 janvier 2016 18h15 | N. Karabatic 9 | (20-5)  | Khadkevich 9 | Tauron Arena, Cracovie Affluence : 6 900 Arbitrage : Johansson, Kliko |
| 21 janvier 2016 18h15 | ×3             | Rapport | ×3 ×2        | Tauron Arena, Cracovie Affluence : 6 900 Arbitrage : Johansson, Kliko |

| 21 janvier 2016 20h30 | Macédoine  | 24-34   | Croatie     | Tauron Arena, Cracovie Affluence : 9 100 Arbitrage : Geipel, Helbig |
| 21 janvier 2016 20h30 | Manaskov 7 | (13-17) | Slišković 6 | Tauron Arena, Cracovie Affluence : 9 100 Arbitrage : Geipel, Helbig |
| 21 janvier 2016 20h30 | ×3 ×1      | Rapport | ×3 ×2       | Tauron Arena, Cracovie Affluence : 9 100 Arbitrage : Geipel, Helbig |

| 23 janvier 2016 18h15 | France  | 32-24   | Croatie   | Tauron Arena, Cracovie Affluence : 10 600 Arbitrage : Horáček, Novotný |
| 23 janvier 2016 18h15 | Abalo 6 | (16-10) | Duvnjak 5 | Tauron Arena, Cracovie Affluence : 10 600 Arbitrage : Horáček, Novotný |
| 23 janvier 2016 18h15 | ×2 ×3   | Rapport | ×3 ×5 ×1  | Tauron Arena, Cracovie Affluence : 10 600 Arbitrage : Horáček, Novotný |

| 23 janvier 2016 20h30 | Pologne     | 28-30   | Norvège  | Tauron Arena, Cracovie Affluence : 14 600 Arbitrage : López, Ramírez |
| 23 janvier 2016 20h30 | Bielecki 10 | (15-16) | Hansen 8 | Tauron Arena, Cracovie Affluence : 14 600 Arbitrage : López, Ramírez |
| 23 janvier 2016 20h30 | ×2 ×4       | Rapport | ×3 ×5    | Tauron Arena, Cracovie Affluence : 14 600 Arbitrage : López, Ramírez |

| 25 janvier 2016 18h15 | Macédoine     | 31-31   | Norvège    | Tauron Arena, Cracovie Affluence : 7 600 Arbitrage : Stark, Ştefan |
| 25 janvier 2016 18h15 | K. Lazarov 11 | (17-13) | Bjørnsen 6 | Tauron Arena, Cracovie Affluence : 7 600 Arbitrage : Stark, Ştefan |
| 25 janvier 2016 18h15 | ×3 ×4         | Rapport | ×4 ×5      | Tauron Arena, Cracovie Affluence : 7 600 Arbitrage : Stark, Ştefan |

| 25 janvier 2016 20h30 | Pologne   | 32-27   | Biélorussie | Tauron Arena, Cracovie Affluence : 14 000 Arbitrage : Santos, Fonseca |
| 25 janvier 2016 20h30 | Jurecki 9 | (19-13) | Shylovich 6 | Tauron Arena, Cracovie Affluence : 14 000 Arbitrage : Santos, Fonseca |
| 25 janvier 2016 20h30 | ×3 ×2     | Rapport | ×3 ×4       | Tauron Arena, Cracovie Affluence : 14 000 Arbitrage : Santos, Fonseca |

| 27 janvier 2016 16h00 | Macédoine     | 29-30   | Biélorussie  | Tauron Arena, Cracovie Affluence : 3 100 Arbitrage : Stoļarovs, Līcis |
| 27 janvier 2016 16h00 | K. Lazarov 10 | (13-14) | Pukhouski 11 | Tauron Arena, Cracovie Affluence : 3 100 Arbitrage : Stoļarovs, Līcis |
| 27 janvier 2016 16h00 | ×3 ×2         | Rapport | ×2 ×5        | Tauron Arena, Cracovie Affluence : 3 100 Arbitrage : Stoļarovs, Līcis |

| 27 janvier 2016 18h15 | France     | 24-29   | Norvège    | Tauron Arena, Cracovie Affluence : 10 200 Arbitrage : Geipel, Helbig |
| 27 janvier 2016 18h15 | Narcisse 7 | (11-12) | Tønnesen 6 | Tauron Arena, Cracovie Affluence : 10 200 Arbitrage : Geipel, Helbig |
| 27 janvier 2016 18h15 | ×2 ×3      | Rapport | ×2 ×7      | Tauron Arena, Cracovie Affluence : 10 200 Arbitrage : Geipel, Helbig |

| 27 janvier 2016 20h30 | Pologne            | 23-37   | Croatie   | Tauron Arena, Cracovie Affluence : 15 000 Arbitrage : Gjeding, Hansen |
| 27 janvier 2016 20h30 | Bielecki, Daszek 4 | (10-15) | Štrlek 11 | Tauron Arena, Cracovie Affluence : 15 000 Arbitrage : Gjeding, Hansen |
| 27 janvier 2016 20h30 | ×1 ×6              | Rapport | ×2 ×5     | Tauron Arena, Cracovie Affluence : 15 000 Arbitrage : Gjeding, Hansen |